# Muggsy Spanier
Francis Joseph Spanier, ps. „Muggsy” (ur. 9 listopada 1901 w Chicago, zm. 12 lutego 1967 w Sausalito) – amerykański kornecista jazzowy, pionier stylu chicagowskiego.

## Życiorys
Już jako młody chłopiec grał na perkusji. Mając trzynaście lat, porzucił ją dla kornetu. Ponadto jako nastolatek uprawiał zawodniczo baseball. Na początku lat 20. przybrał przydomek „Muggsy”, który zapożyczył od Johna McGraw, trenera baseballowej drużyny New York Giants.
W 1920 zaczął grać zawodowo. Słuchał wówczas świetnych muzyków afroamerykańskich, którzy zjeżdżali do Chicago z Południa. Największe wrażenie zrobił na nim kornecista Joe „King” Oliver, który pewnego razu zaprosił go do zagrania ze swoim zespołem Creole Jazz Band w Lincoln Gardens. Było to przeżycie, którego nigdy nie zapomniał, natomiast gra Olivera pozostała jego inspiracją do końca życia. „King” podarował mu wtedy tłumik do kornetu, który potem używał podczas wszystkich występów i nagrań.
W latach 20. współpracował z czołowymi zespołami: dixielandowym The Bucktown Five, oraz Raya Millera i Teda Lewisa, w którym grał siedem lat. Uczestniczył także w najwcześniejszych nagraniach jazzu w stylu chicagowskim. Były to interpretacje m.in. utworów I Found a New Baby i There’ll  Be Some Changes Made, wykonywane przez The Chicago Rhythm Kings, studyjny zespół o zmiennym składzie. Oprócz niego grało w nim wielu muzyków takich jak Frank Teschemacher, Joe Sullivan, Eddie Condon i Gene Krupa. Od 1936 do 1938 był członkiem orkiestry perkusisty Bena Pollacka. Pracę przerwała mu na siedem miesięcy choroba wrzodowa. Podczas występów w Nowym Orleanie doznał perforacji przewodu pokarmowego, która wywołała poważne komplikacje, i na sygnale został przewieziony do szpitala Touro. Życie uratował mu dr Alton Ochsner, któremu poświęcił skomponowane przez siebie utwory Relaxin’ at the Touro i Oh, Doctor Ochsner. Pierwszy z nich stał się później motywem przewodnim jego zespołów. Po rekonwalescencji wrócił do pracy i w 1939 sformował oktet Muggsy Spanier’s Ragtime Band. Nagrał z nim szesnaście standardów dixielandowych dla wytwórni Bluebird, które stały się zaczynem i wzorcem dla późniejszego  odrodzenia tego gatunku (Dixieland Revival). Niestety jego zespół wyprzedził o kilka lat Dixieland Revival i z braku pracy został rozwiązany. On sam dołączył na jakiś czas do orkiestry Boba Crosby’ego. Potem niedługo prowadził własny big-band. Następnie  jako „wolny strzelec” grał z nowojorskimi zespołami dixielandowymi. W 1950 rozpoczął stopniowe przenosiny na Zachodnie Wybrzeże.  W 1957 Spanierowie sprzedali swój dom w Chicago i zamieszkali w Kalifornii – najpierw w San Francisco, a później przeprowadzili się do Sausalito.
Od 1957 do 1959 współpracował w San Francisco z zespołem pianisty Earla Hinesa. Często grywał w tamtejszym klubie Hangover. W 1960 odbył tournée po Europie, ciesząc się wielką popularnością za sprawą m.in. odnowionej mody na muzykę dixielandową. Mimo kłopotów z sercem występował aż do 1964, w którym postanowił przejść na emeryturę. Ostatni koncert dał na festiwalu jazzowym w Newport. U szczytu swojej kariery muzycznej był ulubieńcem wielu celebrytów m.in. chicagowskiego gangstera Diona O’Baniona i brytyjskiego księcia Walii, który nazwał go „parem tłumika”.
Zmarł w swoim kalifornijskim domu w wieku 65 lat. Został pochowany na cmentarzu katolickim Mount Carmel w Sausalito.

### Małżeństwa
Był dwukrotnie żonaty. O jego pierwszym małżeństwie brak informacji. W 1950 ożenił się po raz drugi. Poślubił Ruth Marie Gluck, aktorkę i copywriterkę ogłoszeniową, która opiekowała się nim i wspierała w trudnych okresach przez resztę życia. Był serdecznym ojczymem dla jej dwóch dorosłych synów: Toma Griesa (1922–1977) – reżysera i scenarzysty filmowego, oraz Charlesa Josepha, ps. Buddy Charles – perkusisty oraz wokalisty jazzowego i popowego.

## Dyskografia
- 1956
  - The Great 16! – Muggsy Spanier’s Ragtime Band (RCA Victor)
  - Muggsy Spanier and His Dixieland Band (Mercury)
- 1973 Ragtime Jazz – Muggsy Spanier & Sidney Bechet (Olympic Records/Everest Records)
- 1976 Muggsy Spanier – Volume II – Guest Artist Earl „Fatha” Hines (Everest Records)
- 2003 Little David Play Your Harp – Muggsy Spanier and His Orchestra (Archives of Jazz)
- 2013 Muggsy Spanier’s Ragtime Band – Live at Club Hangover, San Francisco, April/May 1953 (Acrobat) – 2 CD
- 2019
  - Muggsy Spanier – Don't Get Around Much Anymore (Nagel Heyer Records)
  - Muggsy Spanier – Rare and Unissued Recordings 1941–1952 (Jazzology) – 2 CD
- John Muggsy Spanier (Membran/Classic Jazz Archive) – 2 CD

## Upamiętnienie
W 1997 został pośmiertnie wprowadzony do Panteonu Sław Big-bandów i Jazzu (The Big Band and Jazz Hall of Fame).